# زابلسکویه
زابلسکویه (انگلیسی: Zabelskoye) یک شهرک در شهرستان استرلیتاماکسکی استان باشقیرستان کشور روسیه است.